# Guigneville-sur-Essonne
Guigneville-sur-Essonne (prononcé [ɡiɲ(ə)vil syʁ ɛsɔn] ) est une commune française située à quarante-trois kilomètres au sud de Paris dans le département de l'Essonne en région Île-de-France.
Ses habitants sont appelés les Guignevillois.

## Géographie

### Situation
| Type d’occupation           | Pourcentage | Superficie (en hectares) |
| --------------------------- | ----------- | ------------------------ |
| Espace urbain construit     | 10,2 %      | 94,32                    |
| Espace urbain non construit | 2,8 %       | 26,25                    |
| Espace rural                | 86,9 %      | 801,23                   |
| Source : Iaurif             |             |                          |

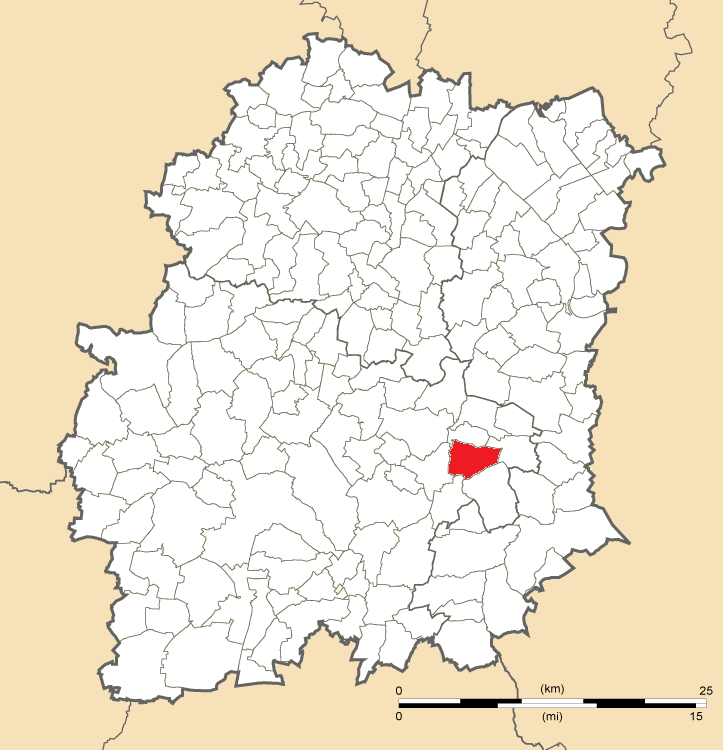
Position de Guigneville-sur-Essonne en Essonne.

Guigneville-sur-Essonne est située à quarante-trois kilomètres au sud de Paris-Notre-Dame, point zéro des routes de France, dix-neuf kilomètres au sud-ouest d'Évry, quinze kilomètres au nord-est d'Étampes, deux kilomètres au sud de La Ferté-Alais, onze kilomètres au nord-ouest de Milly-la-Forêt, quinze kilomètres au sud-est d'Arpajon, dix-huit kilomètres au sud-ouest de Corbeil-Essonnes, vingt kilomètres au sud-est de Montlhéry, vingt-six kilomètres au sud-est de Dourdan, vingt-huit kilomètres au sud-est de Palaiseau. Elle est par ailleurs située à trente-trois kilomètres au nord-est de son homonyme Guigneville dans le Loiret.

### Hydrographie
La commune est traversée par la rivière l'Essonne. Une station de mesure hydrométrique est implantée dans la commune.

### Climat
Pour des articles plus généraux, voir Climat de l'Île-de-France et Climat de l'Essonne.
En 2010, le climat de la commune est de type climat océanique dégradé des plaines du Centre et du Nord, selon une étude du CNRS s'appuyant sur une série de données couvrant la période 1971-2000. En 2020, Météo-France publie une typologie des climats de la France métropolitaine dans laquelle la commune est exposée à un climat océanique altéré et est dans la région climatique  Sud-ouest du bassin Parisien, caractérisée par une faible pluviométrie, notamment au printemps (120 à 150 mm) et un hiver froid (3,5 °C). 
Pour la période 1971-2000, la température annuelle moyenne est de 11,2 °C, avec une amplitude thermique annuelle de 15,4 °C. Le cumul annuel moyen de précipitations est de 670 mm, avec 10,4 jours de précipitations en janvier et 7,7 jours en juillet. Pour la période 1991-2020, la température moyenne annuelle observée sur la station météorologique la plus proche, située sur la commune de Courdimanche-sur-Essonne à 6 km à vol d'oiseau, est de 11,6 °C et le cumul annuel moyen de précipitations est de 594,8 mm,. Pour l'avenir, les paramètres climatiques de la commune estimés pour 2050 selon différents scénarios d'émission de gaz à effet de serre sont consultables sur un site dédié publié par Météo-France en novembre 2022.

### Voies de communication et transports
La commune est desservie par la ligne de bus 4305.

### Lieux-dits, écarts et quartiers

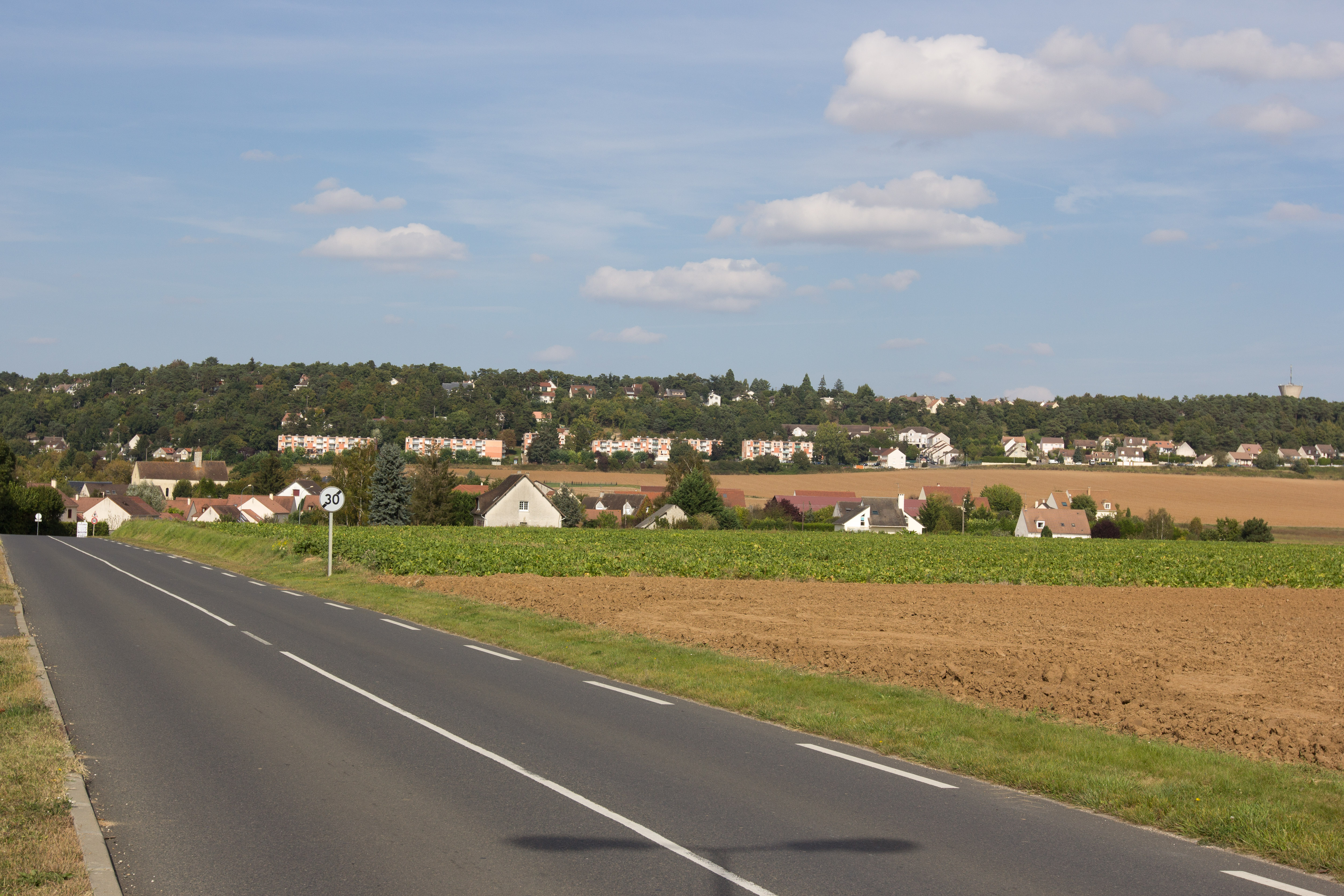
Vue de Guigneville-sur-Essonne.

## Urbanisme

### Typologie
Au 1er janvier 2024, Guigneville-sur-Essonne est catégorisée commune rurale à habitat dispersé, selon la nouvelle grille communale de densité à sept niveaux définie par l'Insee en 2022.
Elle appartient à l'unité urbaine de Boutigny-sur-Essonne, une agglomération intra-départementale regroupant quatre  communes, dont elle est une commune de la banlieue,,. Par ailleurs la commune fait partie de l'aire d'attraction de Paris, dont elle est une commune de la couronne,. Cette aire regroupe 1 929 communes,.

## Toponymie
Attestée sous le nom Wignedis villa au XIe siècle, Guinevilla en 1182,
Elle fut créée en 1793 avec le simple nom de Guigneville, la mention de l'Essonne fut ajoutée en 1967.

## Histoire
L’histoire fait remonter la création de Guigneville au Xe siècle, lorsqu’une femme d’origine 
germanique installe son domaine sur le territoire, non loin de La Ferté-Alais. Cette femme, 
nommée Wignedis, donnera son nom à la commune.
En effet, « villa » en latin signifiant « domaine », associé au nom de Wignedis, donnera le 
nom de « Wignedis villa », le « Domaine de Wignedis ». Cette dénomination se transformera 
alors progressivement, en « Wigne-Dis-Villa », puis en « Wigne-ville », pour donner enfin à 
Guigneville son nom définitif.
La construction de l’église Saint-Firmin – du nom d’un évêque martyrisé au début de l’ère 
chrétienne – débute dans les années 1120, et se poursuivra jusqu’au XVIe siècle. L’élévation 
de ce bâtiment et de la paroisse marque une première étape dans le développement de 
la commune.
A l’époque médiévale et ce jusqu’au XIXe siècle, Guigneville dépend de La Ferté-Alais, qui 
est élevée par le roi Louis VI au rang de châtellenie, puis au rang de seigneurie au XVe
siècle, sous le règne du roi Louis XI.
La présence de deux fiefs seigneuriaux est supposée sur le territoire à cette période. En 
1428 est mentionné pour la première fois le Château de Guigneville, sous le nom de 
« Maison de Guigneville ». Ce fief continuera à se développer au fil des siècles pour devenir 
un prestigieux et vaste domaine, jusqu’à sa disparition dans les années 1830.
Certains documents d’archive attestent également de la présence d’un fief seigneurial de 
la Mothe, à l’endroit où est encore située la ferme du même nom. Selon certaines sources, 
ce fief aurait possédé un domaine important, notamment au moment de la Renaissance et 
jusqu’à la fin du XVIIIe siècle, période où la propriété commence à tomber peu à peu en ruine.
Jusqu’à la fin du XIXe siècle, la population de Guigneville vit surtout de la polyculture,
notamment autour du blé, des fourrages, de la betterave et de la vigne. 
La Commune est marquée par plusieurs bouleversements au cours de ce siècle, autant
positifs que négatifs. La ville sera en effet occupée à deux reprises, en 1811 tout d’abord 
par les Cosaques, puis en 1871 par les Prussiens.
Dans les années 1830, elle voit disparaître le Château de Guigneville, vendu et démoli par 
la volonté de sa propriétaire, la marquise de Balivière.
A partir de la seconde moitié du XIXe siècle, la Commune connaît une nouvelle étape dans 
son développement, puisque c’est en 1868 qu’elle obtient son indépendance. Quelques 
années auparavant, en 1865, la ligne de chemin de fer avait été ouverte, reliant Corbeil-Essonnes à Maisse, en passant par La Ferté-Alais.
Cette ligne traverse donc Guigneville du nord au sud, bouleversant son paysage et sa 
topographie.
En 1868 est également construite la Mairie-Ecole.
Le XXe siècle n’épargne pas davantage la cité. Guigneville est de nouveau touchée par 
les deux guerres mondiales, en particulier par l’occupation nazie dans les années 1940.
Des années 1920 jusqu’en 1959, la commune connaît un certain attrait touristique, puisque 
les populations aisées de la capitale viennent y profiter de la campagne francilienne et se 
ressourcer au Château de la Michaudière, alors transformé en hôtel haut de gamme
entouré par un vaste parc.
À partir des années 1960 et 1970, la topographie de la commune évolue rapidement, 
puisque c’est à cette période que sont installées les cuves d’hydrocarbure, réserves 
stratégiques de l’OTAN, et que les premiers lotissements y sont construits. Elle prend le nom 
de Guigneville-sur-Essonne en 1964, avec la création du département de l’Essonne.
Le développement se poursuit ainsi jusque dans les années 1980 et 1990.

## Population et société

### Démographie

#### Évolution démographique
L'évolution du nombre d'habitants est connue à travers les recensements de la population effectués dans la commune depuis 1793. Pour les communes de moins de 10 000 habitants, une enquête de recensement portant sur toute la population est réalisée tous les cinq ans, les populations de référence des années intermédiaires étant quant à elles estimées par interpolation ou extrapolation. Pour la commune, le premier recensement exhaustif entrant dans le cadre du nouveau dispositif a été réalisé en 2004.

En 2022, la commune comptait 876 habitants, en évolution de −9,5 % par rapport à 2016 (Essonne : +2,89 %, France hors Mayotte : +2,11 %).
| 1793 | 1800 | 1806 | 1821 | 1831 | 1836 | 1841 | 1846 | 1851 |
| ---- | ---- | ---- | ---- | ---- | ---- | ---- | ---- | ---- |
| 159  | 171  | 186  | 201  | 213  | 179  | 168  | 170  | 180  |

| 1856 | 1861 | 1866 | 1872 | 1876 | 1881 | 1886 | 1891 | 1896 |
| ---- | ---- | ---- | ---- | ---- | ---- | ---- | ---- | ---- |
| 186  | 188  | 198  | 197  | 174  | 181  | 198  | 206  | 210  |

| 1901 | 1906 | 1911 | 1921 | 1926 | 1931 | 1936 | 1946 | 1954 |
| ---- | ---- | ---- | ---- | ---- | ---- | ---- | ---- | ---- |
| 170  | 180  | 175  | 160  | 155  | 166  | 148  | 248  | 124  |

| 1962 | 1968 | 1975 | 1982 | 1990 | 1999 | 2004 | 2006 | 2009 |
| ---- | ---- | ---- | ---- | ---- | ---- | ---- | ---- | ---- |
| 146  | 128  | 247  | 415  | 757  | 746  | 939  | 971  | 934  |

| 2014 | 2019 | 2022 | - | - | - | - | - | - |
| ---- | ---- | ---- | - | - | - | - | - | - |
| 966  | 903  | 876  | - | - | - | - | - | - |

#### Pyramide des âges
En 2018, le taux de personnes d'un âge inférieur à 30 ans s'élève à 33,5 %, soit en dessous de la moyenne départementale (39,9 %). À l'inverse, le taux de personnes d'âge supérieur à 60 ans est de 25,0 % la même année, alors qu'il est de 20,1 % au niveau départemental.
En 2018, la commune comptait 473 hommes pour 443 femmes, soit un taux de 51,64 % d'hommes, largement supérieur au taux départemental (48,98 %).
Les pyramides des âges de la commune et du département s'établissent comme suit.
| Hommes | Classe d’âge | Femmes |
| ------ | ------------ | ------ |
| 0,2    | 90 ou +      | 0,0    |
| 4,5    | 75-89 ans    | 6,9    |
| 19,7   | 60-74 ans    | 18,5   |
| 22,7   | 45-59 ans    | 24,3   |
| 17,2   | 30-44 ans    | 19,0   |
| 17,2   | 15-29 ans    | 14,4   |
| 18,5   | 0-14 ans     | 16,9   |

| Hommes | Classe d’âge | Femmes |
| ------ | ------------ | ------ |
| 0,5    | 90 ou +      | 1,4    |
| 5,4    | 75-89 ans    | 7,2    |
| 12,9   | 60-74 ans    | 13,9   |
| 20     | 45-59 ans    | 19,4   |
| 19,9   | 30-44 ans    | 20,1   |
| 20     | 15-29 ans    | 18,2   |
| 21,3   | 0-14 ans     | 19,8   |

## Politique et administration

### Politique locale
La commune de Guigneville-sur-Essonne est rattachée au canton de Mennecy, représenté par les conseillers départementaux Patrick Imbert (UMP) et Caroline Parâtre (UMP), à l'arrondissement d'Étampes et à la deuxième circonscription de l'Essonne, représentée par le député Franck Marlin (UMP).
L'Insee attribue à la commune le code 91 1 11 293. La commune de Guigneville-sur-Essonne est enregistrée au répertoire des entreprises sous le code SIREN 219 102 936. Son activité est enregistrée sous le code APE 8411Z.

### Liste des maires
| Période                                  | Période  | Identité        | Étiquette | Qualité                         |
| ---------------------------------------- | -------- | --------------- | --------- | ------------------------------- |
| Les données manquantes sont à compléter. |          |                 |           |                                 |
| 2001                                     | 2014     | Michel Jouardet | DVD       | Chef de production aéronautique |
| 2014                                     | En cours | Gilles Le Page  |           |                                 |

### Tendances et résultats politiques
Élections présidentielles, résultats des deuxièmes tours :
- Élection présidentielle de 2002 : 78,83 % pour Jacques Chirac (RPR), 21,17 % pour Jean-Marie Le Pen (FN), 83,03 % de participation[39].
- Élection présidentielle de 2007 : 52,08 % pour Nicolas Sarkozy (UMP), 47,92 % pour Ségolène Royal (PS), 85,92 % de participation[40].
- Élection présidentielle de 2012 : 57,39 % pour Nicolas Sarkozy (UMP), 42,61 % pour François Hollande (PS), 83,11 % de participation[41].

Élections législatives, résultats des deuxièmes tours :
- Élections législatives de 2002 : 66,17 % pour Franck Marlin (UMP), 33,83 % pour Gérard Lefranc (PCF), 56,54 % de participation[42].
- Élections législatives de 2007 : 53,23 % pour Franck Marlin (UMP) élu au premier tour, 19,90 % pour Marie-Agnès Labarre (PS), 62,14 % de participation[43].
- Élections législatives de 2012 : 62,53 % pour Franck Marlin (UMP), 37,47 % pour Béatrice Pèrié (PS), 55,27 % de participation[44].

Élections européennes, résultats des deux meilleurs scores :
- Élections européennes de 2004 : 21,85 % pour Harlem Désir (PS), 16,30 % pour Patrick Gaubert (UMP) et Marine Le Pen (FN), 43,38 % de participation[45].
- Élections européennes de 2009 : 25,50 % pour Michel Barnier (UMP), 19,12 % pour Daniel Cohn-Bendit (Les Verts), 41,05 % de participation[46].

Élections régionales, résultats des deux meilleurs scores :
- Élections régionales de 2004 : 43,10 % pour Jean-François Copé (UMP), 42,86 % pour Jean-Paul Huchon (PS), 65,05 % de participation[47].
- Élections régionales de 2010 : 51,71 % pour Jean-Paul Huchon (PS), 48,29 % pour Valérie Pécresse (UMP), 48,07 % de participation[48].

Élections cantonales, résultats des deuxièmes tours :
- Élections cantonales de 2001 : données manquantes.
- Élections cantonales de 2008 : 60,40 % pour Guy Gauthier (UMP), 39,60 % pour Élisabeth Blond (PS), 47,43 % de participation[49].

Élections municipales, résultats des deuxièmes tours :
- Élections municipales de 2001 : données manquantes.
- Élections municipales de 2008 : 357 voix pour Muriel Barisi-Issaly (?), 357 voix pour Corinne Coustou (?), 59,66 % de participation[50].

Référendums :
- Référendum de 2000 relatif au quinquennat présidentiel : 75,86 % pour le Oui, 24,14 % pour le Non, 27,88 % de participation[51].
- Référendum de 2005 relatif au traité établissant une Constitution pour l'Europe : 56,65 % pour le Non, 43,35 % pour le Oui, 72,52 % de participation[52].

### Enseignement
Les élèves de Guigneville-sur-Essonne sont rattachés à l'académie de Versailles. La commune dispose sur son territoire de l'école maternelle des Oiseaux et de l'école primaire du Parc et du collège Léonard-de-Vinci doté d'une section d'enseignement général et professionnel adapté.

### Services publics
La commune de Guigneville-sur-Essonne dispose sur son territoire d'une brigade de gendarmerie nationale.

### Jumelages
La commune de Guigneville-sur-Essonne n'a développé aucune association de jumelage.

## Vie quotidienne à Guigneville-sur-Essonne

### Cultes

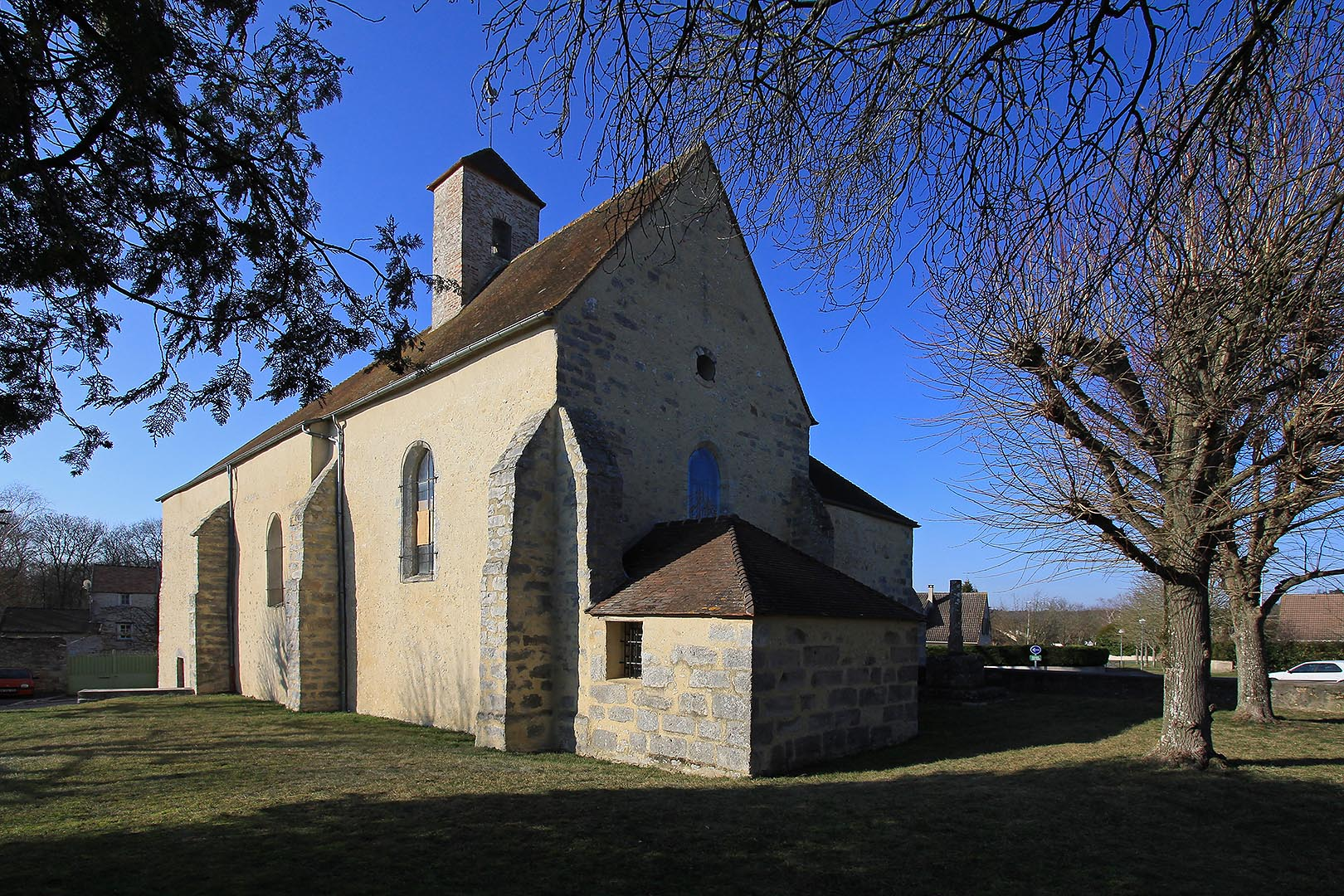
Église Saint-Firmin de Guigneville-sur-Essonne.

La paroisse catholique de Guigneville-sur-Essonne est rattachée au secteur pastoral de La Ferté-Alais-Val d'Essonne et au diocèse d'Évry-Corbeil-Essonnes. Elle dispose de l'église Saint-Firmin.
L’église Saint-Firmin fut édifiée en 1120 à la même époque que celle de la Ferté-Alais[réf. nécessaire]. Cette église rurale présente un aspect massif avec ses contreforts extérieurs. Son chœur voûté d’ogives et ses chapiteaux ornés de personnages sont caractéristiques du style roman. À l’intérieur de l’église, on remarque la poutre de gloire du XVIIe siècle où le Christ en croix est entouré de la Vierge Marie et de saint Jean.

### Médias
L'hebdomadaire Le Républicain relate les informations locales. La commune est en outre dans le bassin d'émission des chaînes de télévision France 3 Paris Île-de-France Centre, IDF1 et Téléssonne intégré à Télif.

## Économie

### Emplois, revenus et niveau de vie
En 2006, le revenu fiscal médian par ménage était de 23 027 €, ce qui plaçait la commune au 929e rang parmi les 30 687 communes de plus de cinquante ménages que compte le pays et au quatre-vingt-quatrième rang départemental.
| Répartition des emplois par catégories socioprofessionnelles en 2006. |              |                                           |                                                   |                            |                          |                           |
|                                                                       | Agriculteurs | Artisans, commerçants, chefs d’entreprise | Cadres et professions intellectuelles supérieures | Professions intermédiaires | Employés                 | Ouvriers                  |
| Guigneville-sur-Essonne                                               | -            | -                                         | -                                                 | -                          | -                        | -                         |
| Zone d’emploi d’Évry                                                  | 0,3 %        | 4,0 %                                     | 20,2 %                                            | 29,6 %                     | 28,2 %                   | 17,7 %                    |
| Moyenne nationale                                                     | 2,2 %        | 6,0 %                                     | 15,4 %                                            | 24,6 %                     | 28,7 %                   | 23,2 %                    |
| Répartition des emplois par secteurs d’activités en 2006.             |              |                                           |                                                   |                            |                          |                           |
|                                                                       | Agriculture  | Industrie                                 | Construction                                      | Commerce                   | Services aux entreprises | Services aux particuliers |
| Guigneville-sur-Essonne                                               | -            | -                                         | -                                                 | -                          | -                        | -                         |
| Zone d’emploi d’Évry                                                  | 0,9 %        | 13,5 %                                    | 5,4 %                                             | 14,6 %                     | 16,2 %                   | 6,9 %                     |
| Moyenne nationale                                                     | 3,5 %        | 15,2 %                                    | 6,4 %                                             | 13,3 %                     | 13,3 %                   | 7,6 %                     |
| Sources : Insee,                                                      |              |                                           |                                                   |                            |                          |                           |

## Culture locale et patrimoine

### Patrimoine environnemental
Les berges de l'Essonne et les bois communaux ont été recensés au titre des espaces naturels sensibles par le conseil général de l'Essonne.

### Patrimoine architectural
- Eglise Saint Firmin de Guigneville, élevée du XIIe au XVIe siècle. Elle comporte une nef avec chevet plat, surmontée d'un petit clocher.
- L'ancien château de Guigneville, propriété du baron de Jumilhac, maire de Guigneville et député de Seine et Oise, a été démoli en 1833. il en subsiste la ferme. Une nouvelle demeure a été construite en brique et pierre en 1878 dans un parc paysager arrosé par l'Essonne et a pris, vers 1920, le nom de La Michaudière, à la suite de sa transformation en hôtel-restaurant. Depuis 1959, elle est convertie en résidence par appartements[62].

### Personnalités liées à la commune
- Henry François Joseph Chapelle de Jumilhac, maire de Guigneville, député de Seine et Oise, mort à Guigneville en 1820.

### Héraldique
| Blason de Guigneville-sur-Essonne | Blason  | D'azur au chevron d'or accompagné, en chef, de trois croissants d'argent mal ordonnés et, en pointe, d'une fleur de lys aussi d'or. |
| Blason de Guigneville-sur-Essonne | Détails | |

### Guigneville-sur-Essonne dans les arts et la culture
- Guigneville-sur-Essonne a servi de lieu de tournage pour le film Sheitan de Kim Chapiron sorti en 2006[63].